# Oncidium blanchetii
O Oncidium blanchetii  é uma espécie de orquídeas do gênero Oncidium, da subfamília Epidendroideae pertencente à  familia das (Orquidáceas). É nativa do leste e do sul o  Brasil.

## Sinônimos
- Ampliglossum blanchetii (Rchb.f.) Campacci (2006)
- Coppensia blanchetii (Rchb.f.) Campacci (2006)